# Sludge metal
El sludge metal es un género musical derivado del doom metal con influencias de hardcore punk. A veces también con otros géneros del metal extremo. El término sludge hace referencia al residuo que nace del tratamiento de los desechos tóxicos de los drenajes y la basura industrial.

## Historia del sludge
El fenómeno proto doom de los primeros trabajos de Black Sabbath se manifiesta con toda su intensidad en un metal mucho más pesado, de riffs lentos y graves de bandas como Acid Bath, The Melvins, Flipper y Black Flag. Sin dejar atrás sus orígenes en el punk, las distorsiones propias del noise y el ritmo lento del stoner rock, relucen en canciones como «Ever» de 1980 de Flipper, «My War» de 1983 de Black Flag o «Easy as It Was» de 1986 de The Melvins. El contenido lírico es mucho más brutal, desesperanzador, con temáticas que rayan la existencia, la soledad, las drogas, la desesperación e ira. Eran los orígenes de un nuevo subgénero que se conocería como sludge metal haciendo referencia al residuo que nace del tratamiento de los desechos tóxicos de los drenajes y la basura industrial.

### El punk y el proto doom se unen
Las primeras bandas que incorporan el estilo doom metal en el sonido punk son las bandas americanas de mediados y finales de los 80, Black Flag, Flipper, Dead Kennedys y The Melvins. Estas bandas se separan del movimiento convencional de hardcore de la segunda ola de punk para incorporar de manera más notoria la influencia stoner rock de las bandas de los 60 como Blue Cheer y Jimi Hendrix. El resultado de esta mezcla es un ambiente psicodélico pero arrastrado, lúgubre y sucio: una psicodelia de lo desechado y peligroso.
Estas cuatro bandas forman parte del movimiento punk que se contrapone a la escena neoyorquina desde la costa oeste de Estados Unidos, principalmente en California. La influencia inmediatamente sobrepone al movimiento stoner rock de San Francisco de las bandas como Blue Cheer o Iron Butterfly; y, desde luego, a las bandas británicas con influencia predominante de este movimiento como Deep Purple y Black Sabbath.
En 1976, nacía Black Flag como una versión californiana de The Ramones, muy en la vena de la ola punk de Los Ángeles que se deja venir a mediados de los 70 con bandas como The Weirdos, The Dils, The Screamers, The Dickies, X, The Go-Go's, The Zeros y The Bags. Sin embargo, pronto se diferencia de las bandas punk californianas para incorporar el sonido stoner. Con una temática muy común dentro del doom metal, Greg Ginn (cabeza de la banda) compondría canciones arrastradas y lentas que giraban en torno a la locura, la paranoia y la neurosis. En 1981, se incorporaría a la banda el vocalista Henry Rollins e introducen al sonido de la banda el movimiento originario de Washington D. C., y relativo al funk, el gogó. Los discos que vendrían a continuación pueden considerarse dentro de la escena sludge metal en su forma más primitiva: Damaged y My War.
También procedentes de California, los originarios de San Francisco, Flipper, nacen en 1979 como una banda de punk-noise, alejándose de la escena local convencional de bandas como The Avengers, The Nuns, Crime y Negative Trend. Considerados demasiado lentos para una banda de punk, lanzan en 1982 su disco titulado Album - Generic Flipper. Este álbum se considera un parteaguas en la escena underground del punk por el estilo doom y pesado en la vena de los primeros trabajos de Black Sabbath. El álbum fue el primero en mandar un mensaje que explicaba que una banda no tenía que tocar rápido para ser considerado una banda de punk. Este mensaje inspira a The Melvins a continuar en su dirección y también inspiró las primeras tres canciones del álbum My War de Black Flag. A este trabajo le seguiría Gone Fishin' de 1984 también la vena de un sludge metal primitivo.
También del oeste de Estados Unidos, The Melvins nacía a principios de los 80 en Seattle, Washington, la cuna de la estrella del hard rock, Jimi Hendrix. Sin lugar a dudas ellos son considerados los padres del sludge. Si bien Black Flag y Flipper tocan el estilo sucio y arrastrado que caracteriza al sludge, son The Melvins quienes maduran el estilo y lo consolidan con discos trascendentales Six Songs y Gluey Porch Treatments. En un principio comenzaron tocando covers de bandas del hard rock como Hendrix y The Who para después comenzar a tocar un hardcore rápido, sin embargo, no tardarían en fusionar ambos estilos para en 1986 sacar al mercado su álbum debut 6 Songs. Canciones como «Easy as It Was» o «At a Crawl», cargadas del sonido pesado y tétrico de los primeros discos de Black Sabbath, son un hardcore/thrash metal muy lento, con riffs pesados que dejan ver la influencia del proto doom y doom tradicional de bandas como Saint Vitus, Trouble o Pentagram. Si bien The Melvins no es considerada una banda de doom, sus sonidos guardan la esencia básica del primer movimiento doom y fueron la inspiración de la escena sludge, así como el grunge de Nirvana, donde se puede percibir el noise y los riffs trashmetaleros de The Melvins. La canción «Cranky Messiah» de 1989 es un doom metal puro, muy lento, con baterías hardcore pero enlentecido profundamente y voces con tono de lamento muy al estilo de My Dying Bride. Otra canción con fuerte influencia del noise es «Eyes Flys» del disco Gluey Porch Treatments de 1986; es una canción sludge doom profundamente lenta, con voces desgarradoras y claras.

### Nacimiento del sludge metal
Estas tres bandas prototipo del sludge se caracterizaron por incorporar un sonido atmosférico dentro del hardcore y permanecen dentro de un influyente, pero pequeño, círculo musical que se orientaba de una manera mucho más clara a los sonidos lentos y pesados del doom metal que al movimiento veloz, agresivo y brutal que imperaba en la escena metalera underground a mediados de los 80. A esta misma camada pertenece la banda de doom metal Saint Vitus y The Obsessed.
Sin embargo, el movimiento más íntimamente ligado al sludge, principalmente al movimiento conocido en el mundo como NOLA, es el crossover thrash de las bandas Corrosion of Conformity, D.R.I. y Suicidal Tendencies. Derivado de una fuerte divulgación de este subgénero del hardcore que incorporaba los riffeos pesados y graves sabbathescos pero de una manera brutal y violenta, pronto bandas de fama internacional como Pantera y Metallica (y toda la generación de thrash metal) lograrían impulsar movimiento más subterráneos como las camadas de bandas de Luisiana (NOLA es como comúnmente se conoce a New Orleans, Luisiana) tales como Down (formada por el exvocalista de Pantera, Phil Anselmo), Crowbar, Eyehategod y Acid Bath. Estos grupos estadounidenses se caracterizan por incorporar al sonido primitivo del sludge el estilo violento y pesado del crossover, mucho más veloz que el clásico sludge de The Melvins o Flipper, pero guardando la quintaesencia en el riffeo y pesadez de Black Sabbath.
Al principio de los 1990, un número de bandas de Luisiana (particularmente Nueva Orleans con su escena de metal) tomó estas influencias y desarrollaron el estilo que sería conocido como Sludge. Por más que estas bandas fueron formadas en los 80, el sludge metal comenzó a conocerse por su nombre y a ser considerado como tal a principios y mediados de los 90, ya que el sonido característico del sludge tomó forma en esta década, no en la anterior, en la cual las bandas se clasificaban como metal alternativo, dejando de serlo en la década de los 90. Eyehategod (formado en 1988), Crowbar (formado en 1989 como The Slugs), Buzzov*en (formado en 1989) y Acid Bath (formado in 1991) empezaron este movimiento. En el noreste, Grief (formado en 1991) y 13 (grupo formado en 1992), teniendo esta última en su alienación a Liz Buckingham, guitarrista posterior de Electric Wizard. Estas bandas adoptaron un acercamiento más lento al género. El sludge metal más tarde se dispersó llegando al sureste de Estados Unidos.

### Desarrollos posteriores
José Carlos Santos[¿quién?] observa un cambio de enfoque como resultado del impacto del primer álbum del grupo británico Iron Monkey en 1997:
Coincidencia o no, parecía que las compuertas de lodo se abrieron al resto del mundo, y en la última década se pueden ver pequeños bolsillos o mini-escenas en casi cualquier país que quieras mencionar. 
Estos incluyen el grupo japonés Corrupted y grupos contemporáneos estadounidenses como Dumb Numbers, Lair of the Minotaur, Old Man Gloom y Kylesa. Además, el estado estadounidense de Georgia ha sido identificado como una fuente importante de nuevos grupos de sludge como Mastodon, Baroness, Black Tusk y Kylesa. 
A fines de la década de 1990, muchas bandas de sludge comenzaron a incorporar elementos post-rock en su música creando así el post metal. Este crossover post-rock / sludge se inspiró en gran medida en el estilo experimental de Neurosis durante la primera mitad de la década de 1990, y es realizado por bandas prominentes como Isis, Cult of Luna y Pelican.

## Listado de bandas
Tradicional / Southern sludge metal
Estas bandas son las pioneras del género o están fuertemente influenciadas por esas bandas. Muchos son del sur de los Estados Unidos, excluyendo a Nirvana, Melvins que son de Montesano y Iron Monkey que son de Inglaterra.
- 16
- Acid Bath
- Buzzoven
- Cavity
- Corrosion of Conformity
- Crowbar
- Down
- Eyehategod
- Graves at Sea
- Grief
- Harvey Milk
- Iron Monkey
- Melvins
- 0nce Nothing
- Superjoint Ritual
- Trenches

### Stoner sludge
Estas bandas han mezclado los rasgos típicos del rock stoner con los rasgos típicos del sludge metal, y pueden considerarse parte de ambos géneros.
- Bongzilla
- Electric Wizard
- High on Fire
- Kylesa
- Mico de Noche
- Red Fang
- Torche
- Weedeater

### Otras fusiones con sludge metal
- Agrimonia (sludge metal, crust punk y post-metal)
- Alice in Chains (sludge metal, grunge y metal alternativo)
- Baroness (sludge metal y metal progresivo)
- Black Label Society (sludge metal, hard rock y southern rock)
- Black Tusk (sludge metal, hardcore punk y stoner rock)
- Boris (sludge metal y drone metal)
- Cancer Bats (sludge metal, hardcore punk y southern rock)
- Circle Takes the Square (sludge metal, screamo y post-hardcore)
- Crowbar (sludge metal, metal alternativo, heavy metal y doom metal)
- Cult of Luna (sludge metal, metal progresivo y post-metal)
- Dumb Numbers (sludge metal, doom metal, noise rock y "pop")
- Dystopia (sludge metal y crust punk)
- Electric Wizard (sludge metal, stoner metal y stoner doom)
- Fudge Tunnel (sludge metal, noise rock y metal alternativo)
- Helms Alee (sludge metal and shoegaze)
- Isis (sludge metal y post-metal)
- KEN Mode (sludge metal, noise rock y post-hardcore)
- Kingdom of Sorrow (sludge metal y metalcore)
- Lair of the Minotaur (sludge metal y thrash metal)
- Mastodon (sludge metal, metal progresivo, stoner rock, y metal alternativo)
- Mistress (sludge metal and death metal)
- Nights Like These (sludge metal y deathcore)
- The Ocean (sludge metal, metal progresivo y post-metal)
- Part Chimp (sludge metal y noise rock)
- Raw Radar War (sludge metal y crust punk)
- Slugdge (Blackened death metal, metal progresivo, y sludge metal)
- Sofa King Killer (sludge metal, doom metal, rock and roll, and punk rock)
- Soilent Green (sludge metal y grindcore)
- Soundgarden (sludge metal, grunge, metal alternativo, hard rock y rock alternativo)
- Totimoshi (sludge metal y rock alternativo)
- Will Haven (sludge metal y metal alternativo)
- Whores (sludge metal y noise rock)
- La Muerte del Sol (sludge metal, stoner metal, progressive y post-metal)